# Cyrtanthus contractus
Cyrtanthus contractus là một loài thực vật có hoa trong họ Amaryllidaceae. Loài này được N.E.Br. mô tả khoa học đầu tiên năm 1921.